# Paratetrapedia ochronota
Paratetrapedia ochronota là một loài Hymenoptera trong họ Apidae. Loài này được Moure mô tả khoa học năm 1993.